# Ököritófülpös
Ököritófülpös nagyközség Szabolcs-Szatmár-Bereg vármegyében, a Mátészalkai járásban.

## Fekvése
A vármegye keleti felében, a Szatmári-síkságon helyezkedik el. Ma a település egésze a Szamos bal partján fekszik, a folyó szabályozása előtt azonban csak a mai Ököritó és Mácsa településrészek estek a bal parti oldalra, Fülpös a túlparton terült el. A jelenkori települést különálló részekre tagoló egykori folyószakasz ma már holtág, ami Cégénydányádtől majdnem egészen Nábrád határszéléig kanyarog, körülbelül 25 kilométer hosszúságban.
Szomszédai: északkelet felől Cégénydányád, kelet felől Rápolt, délkelet felől Porcsalma, dél felől Tyukod, délnyugat felől Nagyecsed, nyugat felől Győrtelek és Géberjén, északnyugat felől pedig Fülpösdaróc. Csak néhány száz méter híja van annak, hogy nem határos észak felől még Fehérgyarmattal is.
A környék fontosabb települései közül Győrtelek 5, Kocsord 12, Mátészalka 19, Fehérgyarmat 11, Porcsalma 5,5, Csenger 19 kilométer távolságra található.

### Megközelítése
Ököritó településrészen, annak főutcájaként végighalad, nagyjából nyugat-keleti irányban a 49-es főút, ez a legfontosabb közúti elérési útvonala. Ököritót Fülpös településrésszel a 4136-os út köti össze, Mácsa településrészre és azon keresztül Rápoltra a 41 124-es számú mellékút, Géberjénre és Fülpösdarócra pedig a 41 122-es számú mellékút vezet. A 4136-os út korábban egyébként Cégénydányáddal is összekötötte a települést, de amióta a Szamos itteni szakaszán nincs kompközlekedés, azóta a két település között nincs közvetlen közúti kapcsolat.
A hazai vasútvonalak közül a települést a Mátészalka–Csenger-vasútvonal érinti, amelynek egy megállási pontja van itt. Ököritófülpös megállóhely a belterület déli szélén helyezkedik el, közúti elérését a 49-es főútból kiágazó 49 336-os számú mellékút biztosítja.

## Nevének eredete
Ököritó neve határrész nevéből vált településnévvé. Eredetileg olyan helyet jelölt, ahol az ökröket itatják: ökör+itó (itató). Az utótag egyesek szerint az iszik ige i- csonka tövének (vö. i-ttak) egyszerű -t műveltető képzős alakjából való melléknévi igenév. Mások az itató összevonásának tekintik.
A Fülpös helynév puszta személynévből ered. A községnév mai alakja az egyházi latin Philippus személynévből fejlődhetett ki: Filippüs > Filipüs > Fülpös.

## Története
A mai település három falu összeolvadásából keletkezett, ezért a történetüket külön-külön célszerű áttekinteni. 1950-ben egyesült Fülpös Szatmárököritóval, ekkor kapta az Ököritófülpös  nevet, a helybeli lakosság azonban még ma is külön községként tekint a két településrészre, Mácsa pedig már korábban elnéptelenedett és Szatmárököritó része lett.

### Ököritó
Ököritó nevét a cégényi monostor határjárásakor említik először az oklevelekben, mint Tyukod határának részét. Nevét ekkor ad Ocokur (Ökör), …de campo Ekewr (Ökörmezö) alakban írták. A falu a 13. században keletkezett a Szente-Mágócs nemzetség egyik ősének, Kölcse ispán telepítő akciójának eredményeként. Kölcse ispán egyik utóda Máté fia Dénes  Károly Róbert idejében összeesküvés gyanúja okán, hűtlenség miatt elvesztette a birtokait, de 1344-ben hosszas per után, Máté fia Dénes fiai Ököritó falut is visszakapták Nagy Lajos királytól. A 15. században a falunak egy melléktelepülése is kialakult, amelyeket egymástól Alsó- és Felső-, később Ó- és Új- jelzőkkel különítettek el.
A két településrész kialakulása után röviddel mindkettő – fejváltságképpen – a Domahidy családhoz került, és hosszas pereskedés után a családé is maradt. Az eredeti Ököritó település nem sokkal élte túl a birtokosváltást, 1373-ban már mint népességétől elhagyott birtokot említik a testvérfalu mellett.
1399-ben a Domahidyek mellett a Csaholyiaké lett a falu fele része, majd 1423-ban a Báthori-család is részt kaptak benne. 1449-ben a Domahidy családbeliek új királyi adományt kaptak itteni birtokukra.
1580-ban Báthori Miklós zálogbirtoka lett, aki a szinéri uradalomhoz csatolta, a birtok még 1592-ben is oda tartozott.
A faluban később több család is részbirtokot szerzett. 1945 előtt a báró Uray, Kende és Németh családok voltak a fő birtokosai. A falu a 17. század zűrzavarai és a pestisjárvány miatt majdnem kipusztult.
A falu viszonylagos fejlettségére utal, hogy a 20. század elején a településnek már cserép- és betongyára, gőzmalma, körjegyzősége és postahivatala is volt. Neve ekkor már Szatmárököritó volt, az előtag a vármegyéhez tartozást fejezte ki.

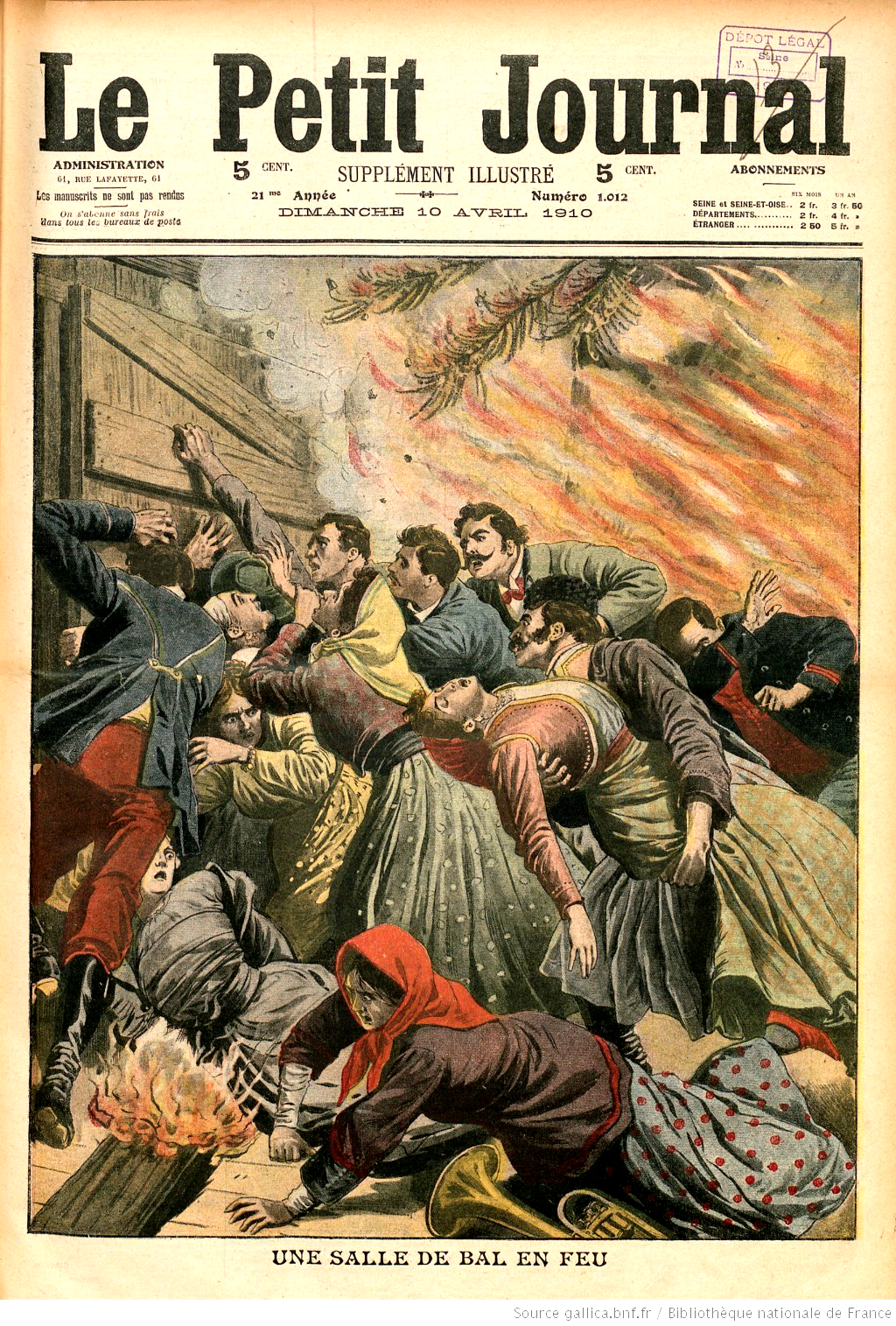
Francia újság illusztrációja az 1910. március 27-én Ököritófülpösön bekövetkezett tragédiáról

A falu egyik leggyászosabb eseménye, az ököritói tűzvész tragédiája országos, sőt egy időre világhírűvé is tette a település nevét: 1910. március 27-én, húsvétkor, egy, a Fő utcán álló csűrben – amely a fuvarosok állomáshelyéül szolgált a Nyírbátor–Szatmárnémeti útvonalon – bált rendeztek. Késő éjjel a helyszínen – ahol még egy előző évi rendezvény díszítéséül szolgáló száraz gallyak, levelek és más éghető anyagok is nagy számban voltak – tűz keletkezett, és az elharapódzó lángok között, nem kis részben a nagy pánik folytán is 312 helybeli és környékbeli lakos lelte halálát. A tömeges halálozás fő okai között szerepelt, hogy a csűr három ajtaja közül a két nagyobbat bezárták, hogy ily módon tartsák távol a nem fizető vendégeket. Móricz Zsigmondnak a tűzvészről írt Ököritó című tanulmánya a Nyugat 1910. április 16-i számában jelent meg, később pedig A fáklya című regényében is megörökítette a tragédiát. A szomorú eseményre a csűr helyén álló parkban emlékoszlop emlékeztet.
Az Ecsedi-láp szélére épült település sokat szenvedett a Szamos és a Kraszna árvizeitől, a Szamos miatt többször költözött új helyre. A legutóbbi nagy árvíz 1970-ben öntötte el a falut.

### Fülpös
Fülpös neve szintén a cégényi monostor határjárásában tűnik fel Philipi alakban.
Középkori gazdája a Kölcseyekkel rokonságban álló Fülpösi család volt, de mellettük másoknak is volt itt részbirtokuk: 1427-ben a Báthoriak is birtokosok voltak itt, 1590-ben pedig Tardy Vörös Orbán is. 1525-ben és 1575-ben a Fülpös családbeliek az itteni javaikra új királyi adományt kaptak.
A 17. században a Peley, Uray, Kanyó és Kende családok birtoka volt, majd az Ilosvay, Tolnay és Losoncy családoké lett. Az ezt követő időszakban nem jegyezték fel jelentős birtokosait. A Szamos árvizeitől a falu többször elpusztult, s 1662-ben az itt átvonuló szatmári német helyőrség is teljesen elpusztította.

### Mácsa

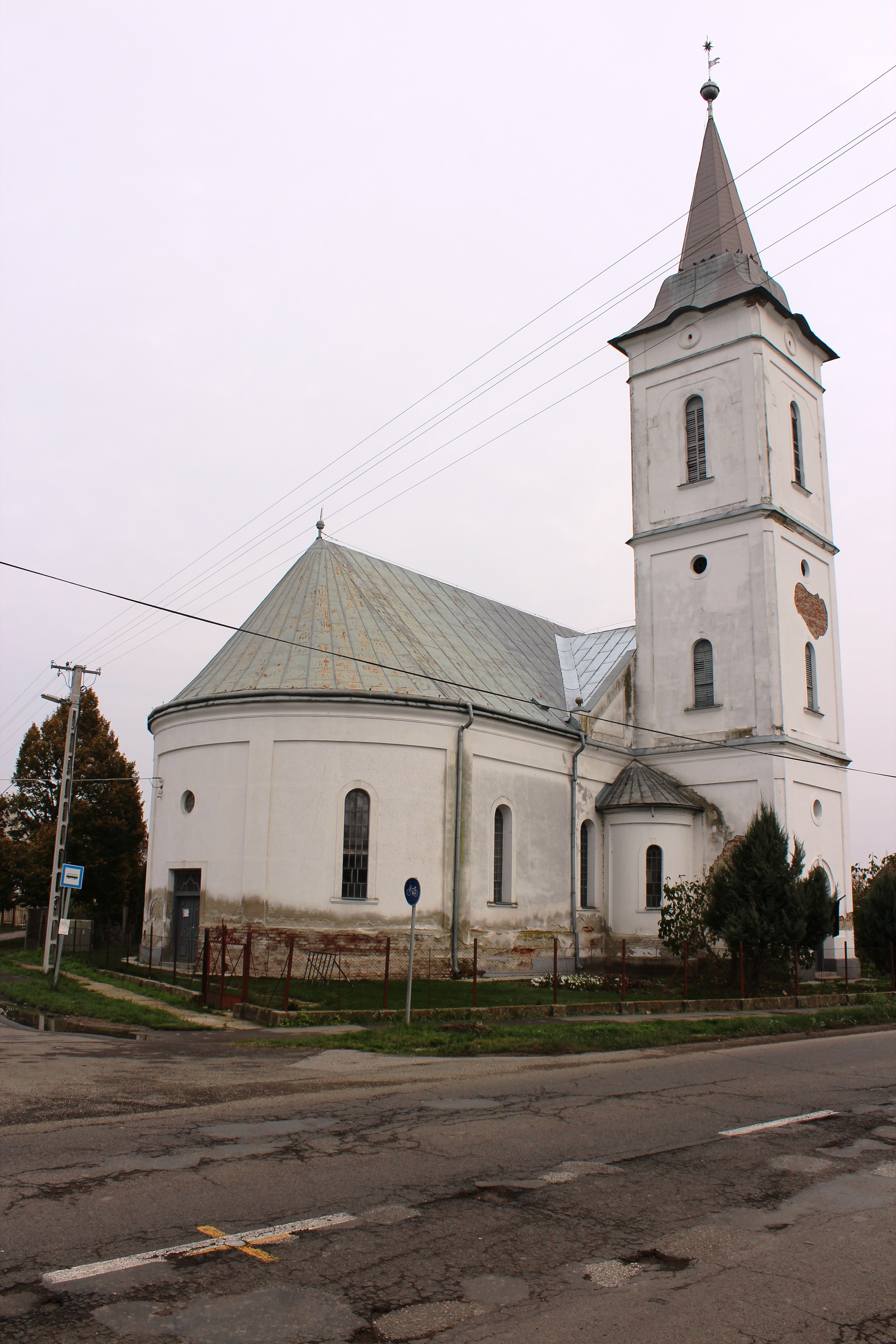
Ököritói református templom

Neve 1181-ben tűnik fel a cégényi monostor birtokosainak határjárása során. Ekkor csak a határát említik, ad metum Macha usque ad Zamos (Szab.Szatm.99) formában.
1238-ban a Kölcsey család kapta adományként IV. Béla királytól. 1344-45-ben még mindig a Kölcseyek tulajdona volt, a hűtlenségbe esett Kölcsey Máté fia Dénes fiának Károly Róbert király a Szamos parti birtokot is visszaadta. Később fejváltságul egy része a Domahidyakhoz került.
1373-ban még voltak jobbágylakói, a következő század közepétől viszont a fennmaradt források már pusztaként említették. A pusztulásnak talán a Szirmaynál (II.122) említett erőszakos áttelepítés volt oka, mely szerint 1399-ben a Csaholyiak elfoglalták és lakosait Kocsordra és Győrtelekre vitték, melyet ekkor népesítettek be. Ezután puszta volt egészen a XVII. századig, majd ismét lettek lakói, de a 18. század elején – feltehetőleg az 1709. évi pestisjárvány miatt – ismét elnéptelenedett. (Maksai 169, Borovszky 136). Helyén később egy tanya állt. Ezt az 1900-as évek elején felszámolták, de az Ököritó határába olvadt egykori falu emlékét a határ északi részén fekvő Mácsa nevű dűlő ma is őrzi.

## Közélete

### Polgármesterei
- 1990–1994: Kiss Dániel (FKgP-MDF-VP)[8]
- 1994–1998: Horváth László (MSZP)[9]
- 1998–2002: Horváth László (független)[10]
- 2002–2006: Horváth László (független)[11]
- 2006–2010: Horváth László (független)[12]
- 2010–2014: Szabó Béla (Fidesz-KDNP)[13]
- 2014–2019: Szabó Béla (Fidesz-KDNP)[14]
- 2019–2024: Kukucskáné Laboncz Márta (független)[15]
- 2024– : Kukucskáné Laboncz Márta (független)[1]

## Népesség
A település népességének változása:
| Lakosok száma | 1859 | 1863 | 1821 | 1774 | 1707 | 1728 | 1700 |
|               | 2013 | 2014 | 2015 | 2021 | 2022 | 2023 | 2024 |

2001-ben a település lakosságának 92,5%-a magyar, 7,5%-a cigány nemzetiségűnek vallotta magát.
A 2011-es népszámlálás során a lakosok 79,4%-a magyarnak, 5,8% cigánynak, 0,4% románnak mondta magát (20,6% nem nyilatkozott; a kettős identitások miatt a végösszeg nagyobb lehet 100%-nál). A vallási megoszlás a következő volt: római katolikus 2,4%, református 64,7%, görögkatolikus 1,6%, felekezeten kívüli 4,6% (26% nem válaszolt).
2022-ben a lakosság 90,1%-a vallotta magát magyarnak, 11,7% cigánynak, 0,2% románnak, 0,2% szlováknak, 0,1-0,1% bolgárnak, ukránnak, szlováknak és szerbnek, 0,7% egyéb, nem hazai nemzetiségűnek (9,9% nem nyilatkozott; a kettős identitások miatt a végösszeg nagyobb lehet 100%-nál). Vallásuk szerint 1,6% volt római katolikus, 51,3% református, 1,7% görög katolikus, 0,6% egyéb keresztény, 0,1% evangélikus, 5,7% felekezeten kívüli (38,5% nem válaszolt).

## Nevezetességei
- Fülpös: Műemlék református templom – 1834-ben épült, klasszicista stílusban. A templom tornyát 1895-ben emelték.
- Ököritó: Műemlék református templom – 1804-ben épült, késő barokk stílusban. Tornya 1936-ban készült el.
- Ököritó: Műemlék református lelkészlak – a 19. század elején épült.
- Az ököritói nagy tűzvész emlékoszlopa a református templom kertjében található.
- A Fergeteges Táncegyesület, 1937-ben alakult, azóta országos hírre tett szert.

## Híres emberek
- Szatmárököritón született 1887. január 20-án Streleczky Sándor református lelkész, ifjúsági író, közíró.
- Szatmárököritón született 1935. július 25-én Pathó István Jászai Mari-díjas magyar színész.